# Gianpiero Lambiase
Gianpiero Lambiase, född i England, är en brittisk-italiensk ingenjör som är chef för raceingenjörerna samt personlig raceingenjör för den nederländske racerföraren Max Verstappen i det österrikiska Formel 1-stallet Red Bull Racing.
Han inledde sin karriär inom motorsport när han fick 2005 en anställning hos Jordan Grand Prix. Lambiase följde med när Jordan blev först Midland F1 Racing; senare Spyker F1 och slutligen Force India på samma antal år som antal namnbyten. År 2010 blev han raceingenjör för italienaren Vitantonio Liuzzi, som dock lämnade redan efter säsongen. Lambiase fick då britten Paul di Resta, ett samarbete som höll sig till 2014 när Force India ersatte di Resta med mexikanen Sergio Pérez. Lambiase var Pérezs raceingenjör i ett år innan Lambiase bytte till Red Bull Racing. Det var tänkt initialt att han skulle ersätta Guillaume Rocquelin som raceingenjör till tysken Sebastian Vettel efter att Rocquelin blev befordrad till en annan roll i stallet. Vettel beslutade dock att lämna Red Bull och skrev på Scuderia Ferrari, Lambiase blev då istället raceingenjör till ryssen Daniil Kvjat. I maj 2016 gjorde Red Bull en rockad och Kvjat tvingades ta Max Verstappens plats i systerstallet Scuderia Toro Rosso medan Verstappen tog Kvjats plats i Red Bull. I april 2022 meddelade Red Bull att Guillaume Rocquelin skulle lämna sin position som chef för stallets raceingenjörer i syfte att ta en ledande roll hos Red Bull Junior Team. Lambiase utsågs till ersättaren samtidigt som han skulle fortfarande vara kvar som personlig raceingenjör till Verstappen.